# Phytomyza trolliophila
Phytomyza trolliophila är en tvåvingeart som beskrevs av Erich Martin Hering 1949. Phytomyza trolliophila ingår i släktet Phytomyza och familjen minerarflugor.
Artens utbredningsområde är Tyskland. Inga underarter finns listade i Catalogue of Life.